# Dolohmwar
Dolohmwar är med sina 790 meter det högsta berget i Mikronesiens federerade stater.